# 4869 Piotrovsky
4869 Piotrovsky (1989 UE8) là một tiểu hành tinh vành đai chính được phát hiện ngày 16 tháng 10 năm 1989 bởi N. S. Chernykh ở Nauchnyj.